# Nicole Filion
Pour les articles homonymes, voir Filion.
Nicole Filion (né à Québec en 1946) est une romancière, nouvelliste et artiste en arts visuels québécoise. Elle habite la vallée de la Matapédia depuis 1976. Venue tardivement à l’écriture, elle est l’auteure de neuf ouvrages, tous publiés aux Éditions Trois-Pistoles. On lui doit également plusieurs fictions radiophoniques qui ont été diffusées sur la chaîne culturelle de Radio-Canada. En 1995, son récit Ne touchez ni aux appareils électriques ni à la cafetière lui vaut le prix Jovette-Bernier du Salon du livre de Rimouski. Elle remporte également le premier prix des Concours littéraires 2003 de la Société Radio-Canada (catégorie Nouvelles) pour un texte intitulé Librairie de la place. Bénéficiaire de plusieurs bourses du Conseil des Arts et des Lettres du Québec et du Conseil des Arts du Canada, elle s’implique activement dans la vie littéraire et artistique de sa région.

## Œuvre littéraire
- 1992 : Il fait dimanche, Machin-Chouette Éditeur
- 1994 : Ne touchez ni aux appareils électriques ni à la cafetière, Machin-Chouette Éditeur
- 1999 : Nouvelles locales, Éditions Trois-Pistoles
- 1999 : Morceaux épars sur l’Atlantique, Éditions Trois-Pistoles
- 2002 : Noces villageoises, Éditions Trois-Pistoles
- 2002 : Histoires à jeter après usage, Éditions Trois-Pistoles
- 2005 : Histoires saintes, Éditions Trois-Pistoles
- 2006 : Le Cadeau, Éditions Trois-Pistoles, coll. « Écrire »
- 2012 : Œuvres incomplètes, Éditions Trois-Pistoles

## Fictions radiophoniques
- J’ai soif, Lisa !
- La consultation
- Un entretien avec Maria Carreau
- Les bonnes choses n’ont pas de fin
- Le Concert de Noël
- Histoires à jeter après usage
- L’affiche

## Honneurs
- 1995 : Prix Jovette-Bernier pour le roman Ne touchez ni aux appareils électriques ni à la cafetière
- 2003 : Prix de la nouvelle de Radio-Canada.